# Office de commercialisation et d'entreposage frigorifique
L'Office de commercialisation et d'entreposage frigorifique  (OCEF) est un office public rattaché au gouvernement de la Nouvelle-Calédonie. Ses principales missions sont d’assurer la régulation des marchés agricoles, et en particulier ceux de la viande et de la pomme de terre, par l’achat, le traitement et la mise en marché des productions locales et l’importation des compléments nécessaires aux besoins de la Nouvelle-Calédonie, ainsi que de concourir activement au développement rural. L'actuel président du Conseil d'administration est Ghislain Santacroce.